# Neil Franklin
Cornelius "Neil" Franklin (Shelton, Staffordshire 24 de enero de 1922 - Stoke-on-Trent 9 de febrero de 1996) fue un futbolista y entrenador inglés.
Jugaba como defensa.

## Biografía
Nació en Shelton, Stoke-on-Trent y surgió del club infantil Stoke Old Boys de Stoke City. Debutó en 1939, pero se alisto como voluntario de la Royal Air Force en febrero de 1941, participando en la Segunda Guerra Mundial.
Jugó 27 partidos con la Selección de Inglaterra, había sido convocado a la Copa Mundial de Brasil 1950, de la cual desistió por ir a jugar al Independiente Santa Fe de Colombia, cuya liga no era reconocida por la FIFA. En Santa Fe jugó junto a su compañero en Stoke City George Mountford y a Charles Mitten procedente del Manchester United.
A pesar de la mejora salarial en Colombia, debido a la situación política, retornaría a Inglaterra donde fue sancionado por el Stoke City y no volvería a ser convocado a la selección inglesa, pasó al Hull City, pero las constantes lesiones de ligamentos de la rodilla le impidieron lograr sus estándares anteriores. En febrero de 1956 se unió al Crewe Alexandra, paso al Stockport County y finalmente en Macclesfield Town, fuera de la liga. 
Como entrenador dirigió al APOEL, pero debido al estallido de la Guerra Civil de Chipre debió regresar a Inglaterra donde ascendió al Colchester United y fue despedido tras su descenso.

## Clubes

### Como jugador
| Club                   | País       | Año       | PJ  | Goles |
| ---------------------- | ---------- | --------- | --- | ----- |
| Stoke City             | Inglaterra | 1939-1950 | 142 | 0     |
| Independiente Santa Fe | Colombia   | 1950-1951 | 6   | 1     |
| Hull City              | Inglaterra | 1951-1956 | 95  | 0     |
| Crewe Alexandra        | Inglaterra | 1956-1957 | 66  | 4     |
| Stockport County       | Inglaterra | 1957-1958 | 20  | 0     |
| Macclesfield Town      | Inglaterra | 1960-1961 | 13  | 1     |
| Total                  |            |           | 342 | 6     |

### Como entrenador
| Club              | País       | Año       |
| ----------------- | ---------- | --------- |
| APOEL             | Chipre     | 1963-1964 |
| Colchester United | Inglaterra | 1964-1968 |

## Selección nacional
| Selección  | Año   | Partidos | Goles |
| ---------- | ----- | -------- | ----- |
| Inglaterra | 1946  | 4        | 0     |
| Inglaterra | 1947  | 8        | 0     |
| Inglaterra | 1948  | 6        | 0     |
| Inglaterra | 1949  | 7        | 0     |
| Inglaterra | 1950  | 1        | 0     |
| Total      | Total | 26       | 0     |